# Falcinodes gonodontaria
Falcinodes gonodontaria är en fjärilsart som beskrevs av Pieter Cornelius Tobias Snellen 1874. Falcinodes gonodontaria ingår i släktet Falcinodes och familjen Uraniidae. Inga underarter finns listade i Catalogue of Life.